# Janusz Nasfeter

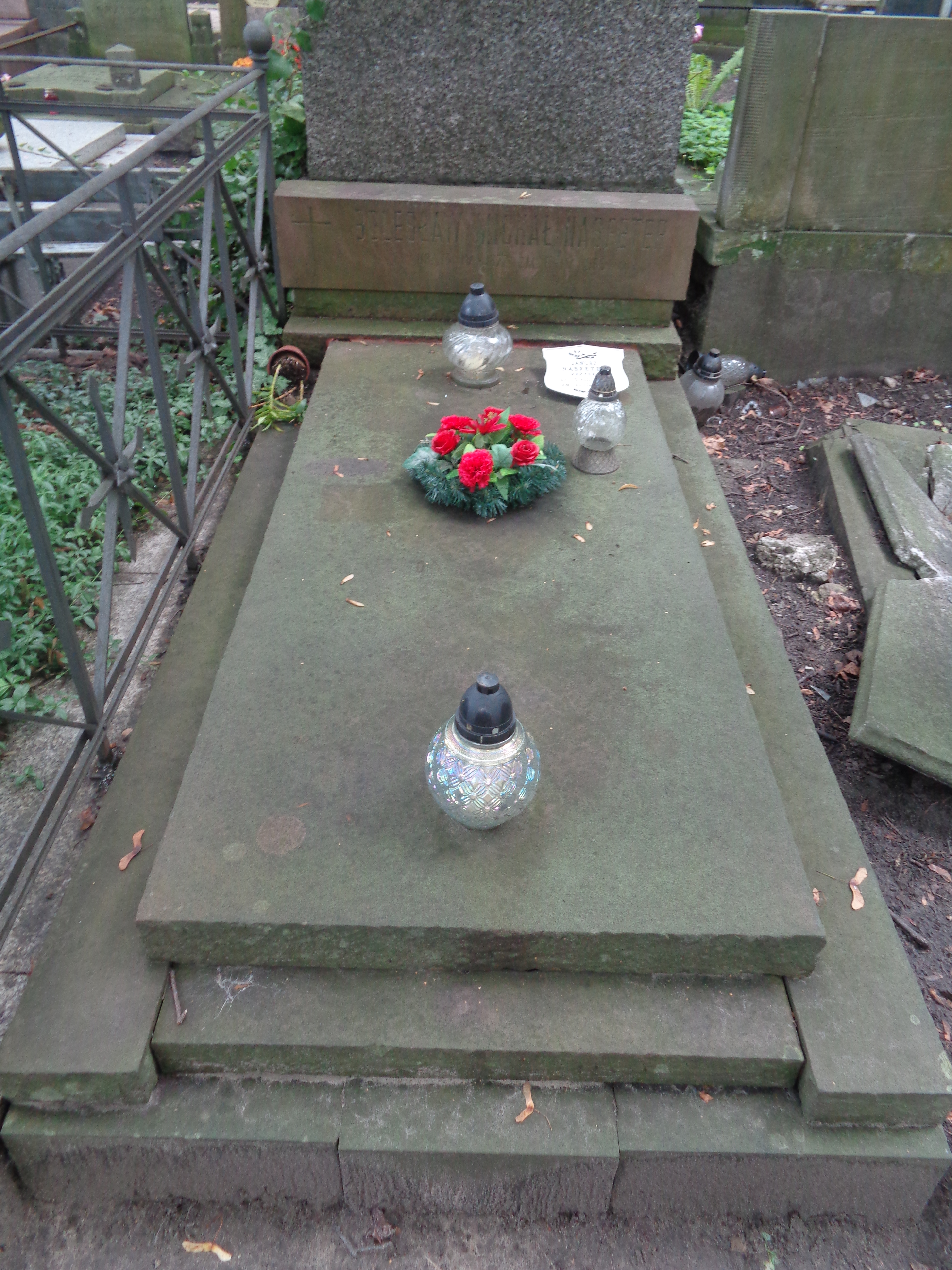
Grób Janusza Nasfetera na cmentarzu Powązkowskim w Warszawie

Janusz Lucjan Nasfeter (ur. 15 sierpnia 1920 w Warszawie, zm. 1 kwietnia 1998 tamże) – polski reżyser, scenarzysta filmowy i pisarz.

## Życiorys
W 1950 ukończył studia na Wydziale Reżyserii Państwowej Wyższej Szkoły Filmowej, Telewizyjnej i Teatralnej im. Leona Schillera w Łodzi (dyplom 1951), gdzie od 1956 był wykładowcą. 
Zadebiutował Małymi dramatami (1958), poruszającymi tematykę nieszczęśliwego dzieciństwa i trudnego dorastania. Był znawcą psychiki dziecięcej, tworząc w swoich filmach świat pełen poezji o wartościach uniwersalnych. Oprócz filmów o tematyce dziecięcej, Nasfeter nakręcił również melodramat Niekochana, kryminał Zbrodniarz i panna, a także wojenne dramaty Długa noc (stał się półkownikiem) i Ranny w lesie. W jego filmach występowali między innymi: Elżbieta Czyżewska, Ewa Krzyżewska, Zbigniew Cybulski i Daniel Olbrychski. Odkrył niezawodowych aktorów, m.in. Henryka Gołębiewskiego. Janusz Nasfeter zdobył wiele nagród na festiwalach filmowych w Polsce i za granicą.
Napisał też książkę Najpiękniejszy dzień w 1962 zawierającą trzy opowiadania na podstawie swoich filmów Małe dramaty i Mój stary.  Był też autorem powieści Łowcy kangurów, rysunków i opowiadań drukowanych w prasie, a także słuchowisk radiowych.
Grzegorz Królikiewicz zrealizował o nim dwa filmy dokumentalne: Portret artysty z czasów starości (1993) i Piękne lata niewoli (1996).
W 2022 roku miał premierę film dokumentalny Janusz Nasfeter. Piękny okrutny świat w reżyserii Aurelii Sobczak.

## Życie prywatne
Był bratankiem Stefana Nasfetera, przedwojennego producenta filmowego i właściciela kina „Oaza” w Wołominie. Został pochowany na starym cmentarzu na Służewie, a w 2018 szczątki przeniesiono do rodzinnego grobu na starych Powązkach w Warszawie.

## Filmografia
- Małe dramaty (1958; dwie części: Karuzela i Upadek milionera)
- Kolorowe pończochy (1960; dwie części: Matylda i Jadźka)
- Mój stary (1962)
- Ranny w lesie (1963)
- Zbrodniarz i panna (1963)
- Niekochana (1966)
- Długa noc (1967; premiera dopiero w 1989)
- Weekend z dziewczyną (1968; według opowiadania Wyraj Edmunda Niziurskiego)
- Abel twój brat (1970)
- Motyle (1972)
- Ten okrutny, nikczemny chłopak (1972)
- Nie będę cię kochać (1974)
- Moja wojna, moja miłość (1975)
- Królowa pszczół (1977)